# Nemcovce (stacja kolejowa)
Nemcovce – stacja kolejowa znajdująca się we wsi Nemcovce, w kraju preszowskim, na linii kolejowej 193 Prešov – Humenné, na Słowacji.